# Monestir de la Santíssima Trinitat i Sant Jonàs
El Monestir de la Santíssima Trinitat i Sant Jonàs és un monestir ortodox masculí situat a Kíiv, en la jurisdicció de l'Eparquia de Kíiv de l'Església Ortodoxa Ucraïnesa del Patriarcat de Moscou.